# Cape Coral, Florida
Cape Coral este cel mai mare oraș din Comitatul Lee, Florida. Este al 142-lea oraș american ‎după populație, având  175.229 de locuitori (în 2015). Pe teritoriul său există mai mult de 640 de kilometri de canale de navigație  - mai mult decât în oricare alt oraș din lume.

## Geografie
Cape Coral este situat în partea de vest a Comitatului Lee, Florida, pe malul golfului Charlotte, golf  care la rândul său face parte din Golful Mexic. Orașul are o suprafață de 310,8 kilometri pătrați, din care 25,7 kilometri pătrați (8,3%) sunt zone acvatice.